# Okręg wyborczy nr 96 do Senatu Rzeczypospolitej Polskiej
Okręg wyborczy nr 96 do Senatu Rzeczypospolitej Polskiej obejmuje obszar miasta na prawach powiatu Kalisza oraz powiatów jarocińskiego, kaliskiego i pleszewskiego (województwo wielkopolskie). Wybierany jest w nim 1 senator na zasadzie większości względnej.
Utworzony został w 2011 na podstawie Kodeksu wyborczego. Po raz pierwszy zorganizowano w nim wybory 9 października 2011. Wcześniej obszar okręgu nr 96 należał do okręgu nr 35.
Siedzibą okręgowej komisji wyborczej jest Kalisz.

## Reprezentanci okręgu
| Rok  | Rok  | Senator         | Komitet wyborczy                           |
| ---- | ---- | --------------- | ------------------------------------------ |
|      | 2011 | Witold Sitarz   | Platforma Obywatelska RP                   |
|      | 2015 | Andrzej Wojtyła | Prawo i Sprawiedliwość                     |
|      | 2019 | Janusz Pęcherz  | KKW Koalicja Obywatelska PO .N iPL Zieloni |
| 2023 |      | Janusz Pęcherz  | KKW Koalicja Obywatelska PO .N iPL Zieloni |

## Wyniki wyborów
Symbolem „●” oznaczono senatora ubiegającego się o reelekcję.

### Wybory parlamentarne 2011
| Kandydat                                                                                      | Kandydat           | Komitet wyborczy                           | Głosów | Głosów | Głosów |
| Kandydat                                                                                      | Kandydat           | Komitet wyborczy                           | Liczba | %      | +/–    |
| --------------------------------------------------------------------------------------------- | ------------------ | ------------------------------------------ | ------ | ------ | ------ |
|                                                                                               | Witold Sitarz      | Platforma Obywatelska RP                   | 30 879 | 27,00  | –      |
|                                                                                               | Piotr Kaleta ●     | Prawo i Sprawiedliwość                     | 25 743 | 22,51  | –      |
|                                                                                               | Krzysztof Szelc    | Sojusz Lewicy Demokratycznej               | 21 468 | 18,77  | –      |
|                                                                                               | Dariusz Strugała   | Polskie Stronnictwo Ludowe                 | 13 274 | 11,61  | –      |
|                                                                                               | Adela Przybył      | KWW Bezpartyjni do Senatu                  | 10 242 | 8,96   | –      |
|                                                                                               | Robert Kaźmierczak | KWW Unia Prezydentów – Obywatele do Senatu | 9433   | 8,25   | –      |
|                                                                                               | Maria Dyrdziak     | Polska Partia Pracy – Sierpień 80          | 3323   | 2,91   | –      |
| Frekwencja: 46,18% Liczba głosów ważnych: 114 362 (96,67%) Źródło: Państwowa Komisja Wyborcza |                    |                                            |        |        |        |

*Piotr Kaleta reprezentował w Senacie VII kadencji (2007–2011) okręg nr 35.

### Wybory parlamentarne 2015
| Kandydat                                                                                      | Kandydat           | Komitet wyborczy           | Głosów | Głosów | Głosów |
| Kandydat                                                                                      | Kandydat           | Komitet wyborczy           | Liczba | %      | +/–    |
| --------------------------------------------------------------------------------------------- | ------------------ | -------------------------- | ------ | ------ | ------ |
|                                                                                               | Andrzej Wojtyła    | Prawo i Sprawiedliwość     | 43 068 | 36,84  | +14,33 |
|                                                                                               | Witold Sitarz ●    | Platforma Obywatelska RP   | 27 071 | 23,15  | –3,85  |
|                                                                                               | Jan Grzesiek       | Polskie Stronnictwo Ludowe | 18 407 | 15,74  | +4,13  |
|                                                                                               | Barbara Wrzesińska | Nowoczesna Ryszarda Petru  | 17 107 | 14,63  | –      |
|                                                                                               | Maria Dyrdziak     | KWW JOW Bezpartyjni        | 11 268 | 9,64   | –      |
| Frekwencja: 47,68% Liczba głosów ważnych: 116 921 (96,61%) Źródło: Państwowa Komisja Wyborcza |                    |                            |        |        |        |

### Wybory parlamentarne 2019
| Kandydat                                                                                      | Kandydat          | Komitet wyborczy                           | Głosów | Głosów | Głosów |
| Kandydat                                                                                      | Kandydat          | Komitet wyborczy                           | Liczba | %      | +/–    |
| --------------------------------------------------------------------------------------------- | ----------------- | ------------------------------------------ | ------ | ------ | ------ |
|                                                                                               | Janusz Pęcherz    | KKW Koalicja Obywatelska PO .N iPL Zieloni | 72 579 | 50,55  | +12,77 |
|                                                                                               | Andrzej Wojtyła ● | Prawo i Sprawiedliwość                     | 70 993 | 49,45  | +12,61 |
| Frekwencja: 60,11% Liczba głosów ważnych: 143 572 (96,35%) Źródło: Państwowa Komisja Wyborcza |                   |                                            |        |        |        |

### Wybory parlamentarne 2023
| Kandydat                                                                                      | Kandydat            | Komitet wyborczy                           | Głosów | Głosów | Głosów |
| Kandydat                                                                                      | Kandydat            | Komitet wyborczy                           | Liczba | %      | +/–    |
| --------------------------------------------------------------------------------------------- | ------------------- | ------------------------------------------ | ------ | ------ | ------ |
|                                                                                               | Janusz Pęcherz ●    | KKW Koalicja Obywatelska PO .N iPL Zieloni | 69 512 | 40,64  | –9,91  |
|                                                                                               | Andrzej Wojtyła     | Prawo i Sprawiedliwość                     | 64 020 | 37,34  | –12,02 |
|                                                                                               | Arkadiusz Ratajczyk | Konfederacja Wolność i Niepodległość       | 11 718 | 6,85   | –      |
|                                                                                               | Urszula Janczar     | Bezpartyjni Samorządowcy                   | 10 849 | 6,34   | –      |
|                                                                                               | Dawid Borowiak      | KWW Niezależny Kandydat Dawid Borowiak     | 9874   | 5,77   | –      |
|                                                                                               | Grzegorz Sapiński   | KWW Wielkopolska Inicjatywa Senacka        | 2898   | 1,69   | –      |
|                                                                                               | Zdzisław Jankowski  | Normalny Kraj                              | 2177   | 1,27   | –      |
| Frekwencja: 73,44% Liczba głosów ważnych: 171 048 (98,08%) Źródło: Państwowa Komisja Wyborcza |                     |                                            |        |        |        |